# Aabenraa
 "Åbenrå" omdirigeres hertil. For gaden i København, se Åbenrå (gade).
Aabenraa eller Åbenrå (tysk: Apenrade, sønderjysk: Affenrå) er en by i det sydøstlige Sønderjylland med 16.500 indbyggere  (2025). Byen ligger i Aabenraa Kommune og hører til Region Syddanmark. Aabenraa er først og fremmest kendt for at have Sønderjyllands største havn med en betydelig skibsfart og havneindustri. Havnen er  Danmarks tredjedybeste (Aabenraa Havn har 11 meters dybde, Aarhus havn 13,5 meter og Ensted Havn har 18 meters dybde) og ubetinget den vigtigste i det sønderjyske område.
Aabenraa er også en gammel by med arkitektur fra forskellige tidsaldre. Af betydende bygninger i Aabenraa kan nævnes Sankt Nicolai Kirke fra Valdemarernes tid og Brundlund Slot, grundlagt af dronning Margrete 1. (omkring år 1400). Der findes desuden flere velbevarede 1800-tals bykvarterer omkring følgende gader: Slotsgade, Store Pottergade, Lille Pottergade, Nygade, Nybro, Skibbrogade og Gildegade.

## Navn
Byens ældste navn var Opnør, som består af gammeldansk opæn og ør ("åben strandbred"), senere Opnøraa og Opneraa efter beliggenheden ved åen. Der kan eventuelt være tale om en landsby, Opnør, og en nærliggende handelsplads, Opnør Å, der har udviklet sig til købstad. Fra 1257 kendes navnet Obenroe.
Det tyske navn Apenrade menes at være opstået ved en sammenblanding af "Apenra" med endelsen -rade, som er en typisk stednavneendelse i Holsten, der på nedertysk udtales /ra:/ eller /rå:/. Den tyske form Apenrade blev efterhånden fremherskende på skrift, også i danske tekster, men formen Aabenraa forekom også. Formen Aabenraa blev først igen konsekvent brugt på dansk i den nationalt bevidste periode fra ca. 1840-50 og frem.

### Stavemåde Å/Aa
Aabenraa er ligesom Aalborg en af de danske byer, hvor der har været strid om stavemåden. Retskrivningsreglerne anbefaler Åbenrå, men sideformen Aabenraa er  også tilladt (i Retskrivningsordbogen står den i parentes). I den officielle stednavneliste står der også Åbenrå, men med en note om at "den lokale kommune ønsker å, Å skrevet som aa, Aa". Kommunen og mange lokale borgere foretrækker Aabenraa. Undervisningsminister Bertel Haarder og kulturminister Mimi Jacobsen bestemte i 1984, at kommunerne selv kunne vælge stavemåde, hvilket gik imod stednavneudvalgets og Dansk Sprognævns råd.
Stavemåden med Å blev indført efter retskrivningsreformen i 1948. Aabenraa kæmpede stærkt imod det nye bolle-å, da byen ønskede at bevare sin plads allerøverst i navnelister. Aa alfabetiseres dog siden 1948 bagest sammen med å. Foreningen Dansk Sprogværn udgav i 1950'erne plakater og klistermærker med teksten
Byens Navn er Aabenraa – uden svenske Boller paa!
At kommunen selv bruger aa, forpligter ikke andre sprogbrugere til at gøre det samme, idet det altid er tilladt at bruge å i stednavne.
Selv om mange lokale indbyggere er tilhængere af Aa-stavemåden, skriver man oftest Affenrå (eller Åffenrå), når man bruger dialektnavnet på skrift.[kilde mangler]

## Historie

### Byens tidlige historie
Opnør var oprindelig en landsby ved åen. Navnet optræder første gang i de skriftlige kilder i Kong Valdemars Jordebog fra 1231. Landsbyen udviklede sig i den tidlige middelalder omkring bispeborgen Opnør Hus til et lille bysamfund med havn, håndværk og fiskeri. At havnen var byens livsnerve, bekræftes af et dokument fra 1257. Her giver Christoffer 1. munkene i Løgumkloster toldfrihed, hvis deres skibe skulle anløbe "vor havn i Obenroe".
Aabenraa hørte efter arvedelingen i 1560 og indtil arvehyldningen i 1721 under Gottorp-hertugerne.
Byen havde sin storhedstid fra 1750'erne og indtil 1864, hvor byens skibsfart var i stor vækst med handel på Middelhavet, i Kina, Sydamerika og Australien. Søfolkene hjembragte særprægede skikke og rigdom fra specielt Østen. Aabenraa havde det danske monarkis største handelsflåde efter København og Flensborg. Byens fire til seks skibsværfter var berømte for deres skibe. Mest berømt blev klipperen Cimber, der på 111 døgn i 1857 sejlede fra Liverpool til San Francisco.

### Historien siden 1864
Efter krigen i 1864 blev Aabenraa som det øvrige Sønderjylland overtaget af Østrig og Preussen og efter 1866 som del af en provins i Preussen. Aabenraa formåede ikke som Flensborg at omstille skibsværfterne til at bygge dampskibe, og udviklingen stagnerede. Byen fik en navigationsskole og fik i 1868 jernbaneforbindelse til Rødekro med Aabenraabanen, som var en sidebane til banen imellem Fredericia og Flensborg. Derefter oprettedes den smalsporede Aabenraa Amts Jernbaner som åbnede strækningen til Gråsten i 1899 og i 1901 til Løgumkloster. Amtsbanerne blev nedlagt i 1926. Aabenraa var gennem perioden Nordslesvigs centrum for de nationale spændinger mellem dansk og tysk. I 1900 købte Sprogforeningen Schweizerhalle ved Haderslevvej og gjorde den til et dansk forsamlingshus under navnet Folkehjem. Her krævede den sønderjyske politiker H.P. Hanssen i november 1918 sønderjydernes ret til national selvbestemmelse.
Ved folkeafstemningen i 1920 stemte 55% i Aabenraa for at høre til Tyskland, men da det var resultatet for hele zone 1 der var gældende, kom Aabenraa som det øvrige Sønderjylland tilbage til Danmark. I Genforeningshaven mellem Madevej og H.P. Hanssens Vej står et monument for H.P. Hanssen, skabt af billedhuggeren Rikard Axel Poulsen i 1945. Et andet minde i byen om Genforeningen i 1920 findes foran Folkehjem, hvor der står 5 grænsesten fra den tidligere Kongeå-grænse.
Aabenraa var i mellemkrigsårene centrum for det tyske mindretal i Nordslesvig. En ny tysk avis, Der Nordschleswiger, udkom fra 1946, en tysk privatskole og et bibliotek blev oprettet i 1947 og en børnehave i 1956.
I 1925 blev havnen udvidet med 450 meter kaj og et kraftværk Sønderjyllands Højspændingsværk, og det betød med øget trafik i 1930'erne beskæftigelse for mange arbejdere. Der er i dag en mangeartet industri lige fra Marcussens Orgelbyggeri til Callesens Maskinfabrik.
Sønderjyllandshallen blev indviet 1956, hvor landsdelens store messer, sportsstævner og kongresser afholdes.

### Tidligere hovedby i Sønderjyllands Amt
Byen blev i 1970 administrativt center for Sønderjyllands Amt. Siden 2007 er det tidligere Sønderjyllands Amt smeltet sammen med andre omkringliggende amter til Region Syddanmark. Byen er nu også en del af en større kommune, stadig med navnet Aabenraa Kommune sammen med de gamle kommuner: Rødekro, Lundtoft, Tinglev og Bov. Den nuværende Aabenraa Kommune svarer i omfang næsten til det gamle Aabenraa Amt, bortset fra Gråsten-området.

## Demografi
Tekst mangler, hjælp os med at skrive teksten

## Transport og infrastruktur
Tekst mangler, hjælp os med at skrive teksten

## Kultur

### Attraktioner og seværdigheder
Landsarkivet for Sønderjylland er en del af Statens Arkiver og dækker området fra Kongeåen til landegrænsen, dvs. de dele af Sønderjylland der kom tilbage til Danmark ved Genforeningen i 1920, og som stort set svarer til det tidligere Sønderjyllands Amt. Arkivet har private person- og foreningsarkiver fra perioden under preussisk styre 1864 til 1920, men kan også mønstre en stor lokal samling af private arkiver.
Institut for Sønderjydsk Lokalhistorie har siden oprettelsen af samlingerne i begyndelsen af 1960'erne indsamlet billeder, lyd, film og "andet traditionsstof" (noder, sangbøger, salmebøger, skolebøger og andet) fra hele Sønderjylland.
Aabenraa Museum Sønderjyllands Søfartsmuseum er både et byhistorisk museum og et søfartsmuseum. Byens historie er præget af, at i årene 1700-1800 var søfart og skibsbyggeri byens bærende erhverv. Aabenraas sejlads adskilte sig ved, at den fortrinsvis gik i langfart og fragtede varer for fremmede handelshuse. Museet er oprettet 1887 omkring de særprægede samlinger, som især byens kaptajner hjemførte.
Kunstmuseet Brundlund Slots samlinger har hovedsagelig dansk kunst fra tiden efter 1920 med enkelte fra 1800-tallet. I samlingen findes både malerier, grafik og skulpturer. I tilknytning til kunstmuseet er der oprettet en billedskole, som er et supplement til folkeskolens undervisning i billedkunst.
Banegården. Kunst & Kultur har skiftende udstillinger, oplæsninger, sang og musik og beslægtede aktiviteter.
Derudover findes
- Krusmølle
- Den Gamle Smedie
- Hans Falcks Hus
- Jacob Michelsens Gård
- Sønderjysk Spejdermuseum

Byen har flere historiske og seværdige bygninger heriblandt Brundlund Slot og Postmestergården.
Der findes i alt fire kirker i Aabenraa; Høje Kolstrup Kirke, Skt. Jørgens Kirke, Skt. Nicolai Kirke og Skt. Ansgar Kirke.

### Musik
Byen har flere forskelige orkestre og musikskoler tilknyttet. Det tæller bl.a.:
- Aabenraa Brass Band
- Aabenraa Musikskole
- Aabenraa Skoleorkester
- Bigbandet Pianoforte
- Bivox Musikforening
- Den Sønderjyske Garde
- Jomfru Fanny Bigband
- Sønderjysk AmatørSymfoniOrkester

### Biblioteker
Aabenraa Bibliotek er folkebibliotek for Aabenraa kommune, og har et stort udbud af bl.a. lokalhistorisk litteratur. Derudover findes Deutsche Zentralbücherei, der er hovedbibliotek for Det tyske mindretal i Nordslesvigs i alt 23 biblioteker.

### Sport
- Sønderskov Rideklub
- Aabenraa Båd Club
- Aabenraa Boldklub (AaBK)
- Aabenraa Bokseklub
- Aabenraa Karate klub
- Aabenraa Tagbold klub
- Rødekro/Aabenraa Håndbold
- Sønderjysk Sportsfiskerforening
- Sønderjysk Elitesport (Damehåndbold afdelingen)
- Aabenraa Sejlklub
- Aabenraa Glofklub
- Aabenraa Windsurfing Club
- Aabenraa Tennisklub
- Idrætsforeningen Godt Gået

## Venskabsby
- Kaltenkirchen

## Uddannelse
Som den største by i kommunen er Aabenraa et naturligt samlingssted for en lang række uddannelser.

### Folkeskoler, privatskoler o.l.
Byen har tre folkeskoler; Kongehøjskolen, Høje Kolstrup Skole og 10. Aabenraa. Endnu en skole findes i Stubbæk (Stubbæk Skole), som ligger lidt udenfor Aabenraa by. Derudover findes Aabenraa Friskole og Deutsche Privatschule Apenrade, der er en tysk privatskole.

### Gymnasier
- Aabenraa Statsskole udbyder både almen studentereksamen og HF.
- Deutsches Gymnasium für Nordschleswig er det tyske mindretals gymnasium, som giver mulighed for både en dansk og en tysk studentereksamen.
- Teknisk Gymnasium Aabenraa tilbyder teknisk studentereksamen (htx). Gymnasiet hører ind under EUC Syd og har tæt samarbejde med HTX Sønderborg, HTX Haderslev og HTX Tønder.
- Handelsskolen IBC Aabenraa begyndte handelsskoleundervisningen på Købmandsskolen den 12. oktober 1868. Skolen er med sine mere end 135 år en af landets ældste handelsskoler.[kilde mangler] Skolen er i dag en afdeling af IBC International Business College der også har afdelinger i Kolding, Fredericia og Middelfart.

### Erhvervsuddannelser
- Social- og Sundhedskolen Syd tilbyder social- og sundhedsuddannelser.

### Videregående uddannelser
Den eneste videregående uddannelsesinstitution er University College Syddanmark, der har en afdeling (campus) i Aabenraa, som tilbyder disse velfærdsuddannelser:
- Sygeplejerske
- Socialrådgiver
- Pædagog
- Pædagogisk assistent

### Øvrige skoler og undervisningstilbud
- VUC Aabenraa, der er en afdeling af VUC Sønderjylland
- Højskolen Østersøen

## Berømte bysbørn
- Jomfru Fanny var en kvinde i 1800-tallets Aabenraa, der er kendt for sine broderier og sine syner.[7]
- Ernst Reuter (1889–1953), tysk politiker, overborgmester i Berlin (1948-53) og generalsekretær i den Volgatyske ASSR (oktober 1918 marts 1919)[8]
- Franciska Clausen (1899-1986), kunstmaler, særligt kendt for sin abstrakte kunst.

## Galleri
- Sønderjyllandshallen
- Opnørgården
- Det gamle rådhus
- Slotsgade
- Jacob Michelsens Gård fra havesiden
- Sankt Jørgens Kirke
- Høje Kolstrup Kirke
- "Pumpeslusen" ved Mølleåens udløb i fjorden
- 4 renoverede kanoner fra 1757 ved fjorden